# Folembray
Folembray è un comune francese di 1 565 abitanti situato nel dipartimento dell'Aisne della regione dell'Alta Francia.

## Società

### Evoluzione demografica
Abitanti censiti

## Luoghi e monumenti
- Circuito automobilistico.
- Castello di Folembray costruito da Francesco I. Fu saccheggiato dalle truppe di Carlo Quinto, poi parzialmente restaurato da Enrico II. Non ne restano che delle rovine.

## Storia
Dopo la disfatta di Vercingetorige, Roma inviò dei coloni per dissodare dei vasti terreni nel Laonnese. Agrippa, luogotenente di Cesare vittorioso, aprì delle strade che la regina Brunehaut restaurerà seicento anni dopo. I primi abitanti di Folembray (Follembrayum: marais boisé = palude boscosa) furono dunque gli schiavi romani impiegati nella costruzione di questa via. Nel 1706 vi fu fondata una vetreria. Vestigia ritrovate nel 1859, durante la costruzione del castello del barone de Poilly fanno pensare che una villa romana fosse stata costruita a Folembray vicino alla strada. Questa doveva essere una stazione di ristoro (veredorum statio) che dovette esistere fino alla fine del IV secolo, epoca in cui la regione fu devastata dai barbari. Nel 481, Clodoveo divenne, grazie alle sue conquiste, il primo signore di Folembray.